# 溪州 (高雄市旗山區)
溪州，是臺灣高雄市旗山區的一個傳統地域名稱，位於該區中部略偏西南。相較於今日行政區，其範圍大致包括南洲里不含東南端及西南端、中洲里西北大半部、大山里不含東南端及西北端、鯤洲里西半部、上洲里不含東南端及東北端、三協里南部近邊界地帶西段。

## 歷史
台灣日治初期，溪州地區為一街庄，稱為「溪州庄」，隸屬於羅漢外門里。昔日該庄北與北勢庄為鄰，東隔楠梓仙溪與旗尾庄、手巾藔庄為界，東南隔與當時荖濃溪北分流（地圖標示為荖濃溪，今已消失）滙集後的楠梓仙溪與瀰力肚庄為界，南邊及西南邊為磱碡坑庄，西邊為南安老庄。
1901年（日治明治三十四年）11月，全台設置二十廳，該庄隸屬於蕃薯藔廳。1903年（明治三十六年）6月，該庄編入「溪州區」，隸屬於蕃薯藔廳。1909年（明治四十二年）10月，合併二十廳為十二廳，溪州區改隸屬於阿緱廳。1920年（大正九年）10月，廢十二廳改設五州二廳，該庄改制為「溪州」大字，隸屬於高雄州旗山郡旗山街。
戰後旗山街改制為旗山鎮，隸屬於高雄縣，大字亦改制為里。1950年10月，高、屏分治，旗山鎮仍隸屬於高雄縣。2010年12月25日，因高雄縣市合併，旗山鎮改制高雄市旗山區。

## 聚落
本地區發展較早的聚落有溪州、州仔、新番社（黃厝巷）、虎頭山腳（已消失）等，在日治期初期的官方地圖上已有記載。此外，本地區尚有南北巷、竹圍等聚落。

## 交通
省道台29線是達卡努瓦至林園的幹道，也是楠梓仙溪流域的主要連絡道路，經過本地區黃厝巷等聚落。由該道路北行可前往旗山區旗山市區、杉林區、甲仙區、那瑪夏區，並止於達卡努瓦部落內十字路口；南行可前往大樹區、大寮區、林園區，並止於省道台17線路口（雙園大橋橋下）。
區道高40線是崗山邊至溪州的道路。 
區道高41線是田草寮至中寮的道路。
區道高90線是半天寮至北勢的道路。
區道高91線是武鹿坑至南洲里的道路。
區道高92線是半廍至下手巾寮的道路。

## 學校
- 溪洲國小